# هرگندی
هرجندی، روستایی از توابع بخش کوهساران شهرستان راور در استان کرمان ایران است.

## جمعیت
این روستا در دهستان هروز قرار دارد و براساس سرشماری مرکز آمار ایران در سال ۱۳۸۵، جمعیت آن ۶۴ نفر (۱۵خانوار) بوده‌است.

مردم شناسي
وجه تسميه إسم حرجند برميگردد به گذشته هاي دور و طبق روايت گذشتگان ساكنين منطقه إصالت عربي دارند و از مناطق حجاز و عراق هستند أجداداً،  و زماني كه خبر جنگ بين نوه ي پيامبر خدا با يزيد إبن معاويه به اينجا رسيد مردم شيعه منطقه عازم كربلاء شدند براي نصرت و ياري امام حسين و در منطقه فعلي حرجند گردهم امدند منتها جهاد قسمت مردم منطقه نبود و خبر شهادت امام حسين آمد و كساني كه عزم رفتن داشتند در همان منطقه چادرگاه ساكن شدند و معروف شد به حُر جَند يعني ارتش ازاد ،حر در عربي به معناي ازاد است و جند يعني ارتش .